# Sepharial
Dr. Walter Gorn Old (született Walter Richard Old) (Handsworth, Északnyugat-Birmingham, Anglia, 1864. március 20. – Hove, Anglia, 1929. december 23.) jelentős 19. századi asztrológus és teozófus, aki a Sepharial írói álnevet használta, az apokrif iratként ismert Énok könyvében megjelenő egyik angyal után. Asztrológusként ő számolta ki az asztrológiai Lilith efemeridáit és vezette be az asztrológiába a Lilith nevű pontot. Több, mint tizenöt könyv szerzője, amelyek közül egyre több újra kiadásra került a közelmúltban. Szerkesztője volt az Old Moore Évkönyvnek, amely a mai napig is megjelenik.

## Életpályája
Walter Richard Old néven született északnyugat-Birmingham Handsworth térségben George és Amelia Old gyermekeként.
Négy éves volt, amikor édesapja meghalt. Az édesanya és a nagymama vezette tovább a család életét, nevelték és gondozták tovább Walter Richard-ot, négy fiútestvérével és egy lánytestvérével. Nem voltak gazdagnak mondhatóak, de el tudták küldeni Waltert iskolába, ahol klasszikus oktatást kapott.
Sepharial fiatalon orvostanhallgató volt, ezután kezdett pszichológiát, keleti nyelveket, asztrológiát és numerológiát tanulni. 1886-ban a Society Times-ban vezetett asztrológiai rovatot, ahol olvasói kérdésekre válaszolt, 1887-ben pedig befogadták a Teozófiai Társaság “belső szentélyébe”. Egyike volt az angliai teozófiai mozgalom alapító tagjainak. Madame Blavatsky (akivel a nő haláláig együtt élt) “az Asztrális Csavargónak” hívta őt. (A szintén birmingham-i születésű Kim Farnell brit asztrológus és írónő ezzel a címmel – "Astral Tramp" magyarul: asztrális csavargó – írt életrajzi könyvet Sepharial-ról. A könyv 1998-ban jelent meg angol nyelven az Ascella Publications nevű kiadónál.)
Sepharial hírneves és befolyásos íróvá vált az okkultizmus, asztrológia és numerológia területén, az írásai jelentős hatást gyakoroltak Alfred H. Barleyra és Alan Leora, akiket ő vezetett be a teozófiába. Ő az első asztrológus, aki használta a számításaiban a Föld hipotetikus “fekete holdját”, a Lilith-et. 
Több csillagász felfigyelt korábban a "második holdra". Georg Waltermath hamburgi csillagász megfigyelései és feljegyzései alapján Sepharial állította fel a Lilith pálya menti mozgását leíró egyenletet és ő is nevezte el ezt a csillagászati pontot Lilith-nek. Sok könyve és más munkája eléggé pongyola módon volt megszerkesztve, s emiatt a hírneve nem volt olyan maradandó, mint amilyen lehetett volna. Sepharial több asztrológiai lap alapítója is volt, ezek közül azonban egy sem volt hosszú életű.

## Könyvei
Sepharial több könyvet írt, a legtöbbjük első kiadása ritka és már nem kapható, viszont egyre több könyve került és kerül újra kiadásra.
- Sepharial: "Astrological Judgement Upon the Great Solar Eclipse of 1887, Being a Definite and Lucid Explanation of the Great Social Reformation and European Crisis Presignified in the Celestial World " 15 oldal, Birmingham, 1887[6]
- Sepharial: "New Dictionary of Astrology" (192 oldal, W. Foulsham, 1921)[7] (Arco Kiadó, New York, 1964) (Literary Licensing, LLC, 2014, 192 oldal)[8]
- Sepharial: "The New Manual of Astrology" (Nichols & Company, 1909, 263 oldal)[9]
- Sepharial: "Astrology Explained" (publikálva a http://www.astrologyinaction.com Archiválva 2018. november 12-i dátummal a Wayback Machine-ben Archiválva 2018. november 12-i dátummal a Wayback Machine-ben-on 2012-ben)
- Sepharial: "The Kabala of Numbers" (Modern kiadás: ISBN 1-59605-404-2) (Első kiadás 1912. november 30-án)[10] (387 oldal, kiadta: S. Weiser 1970-ben)[10] (1974. Newcastle Pub Co Inc[11]) (Cosimo Classics, 2005)[12]
- Sepharial: "The Silver Key – A Guide to Speculators" (London, W. Foulsham & Co Ltd.[13]) (2005, Cosimo Classics)[14]
- Sepharial: "Cosmic Symbolism" (Első kiadás 1912, London,[15] Modern kiadás: Osteon-press, 2015)[15]
- Sepharial: "Eclipses: Astronomically and Astrologically Considered and Explained" (W. Foulsham, 1916, 112 oldal)[16] (Symbols & Signs; 1973, 112 oldal)[17]
- Sepharial: "Science of Foreknowledge"
- Sepharial and Charubel: "Degrees of the Zodiac Symbolised"
- Sepharial: "A Manual of Occultism" (Első kiadás: 1911-ben. Új Kiadás: 2010-ben, Kiadó: Kessinger Publishing, 370 oldal, angol nyelvű, ISBN 9781162566931, ISBN 978-1162566931)[18]
- Sepharial: "Astrology: How To Make Your Own Horoscope" (R. F. Fenno & Company, New York, N.D.) 126 oldal
- Sepharial: "The Arcana Or Stock And Share Key" (Kiadó: Kessinger Publishing, ISBN 0-7661-9326-8) (pénzügyi asztrológiai könyv)
- Sepharial: "The Law of Values: An Exposition of the Primary Causes of Stock and Share Fluctuations", ISBN 1-60206-108-4, 56 oldal (pénzügyi asztrológiai könyv)
- Sepharial: "The Theory of Geodetic Equivalents", David McKay, Philadelphia (Új kiadás: angol nyelvű, 70 oldal, 2010, Kiadó: Kessinger Publishing, ISBN 9781161610307, ISBN 978-1161610307)[19]

### Műfordítások
- "The Book of the Simple way of Laotze: A new Translation From the Text of the Tao-teh-king" (London, Philip Wellby 1904,[20] Andesite Press 2017.[21]) (A kínai klasszikus Lao-ce "Tao Te Ching"-jének fordítása)

### Magyarul
- Az okkultizmus kézikönyve; Fraternitas Mercurii Hermetis, Onga, 2021